# Tapuruia beebei
Tapuruia beebei är en skalbaggsart som först beskrevs av Fisher 1944. Tapuruia beebei ingår i släktet Tapuruia och familjen långhorningar.
Artens utbredningsområde är:
- Guyana.
- Panama.
- Surinam.
- Venezuela.

Inga underarter finns listade i Catalogue of Life.